# Adam Wilhelm Moltke
August Adam Wilhelm lensgreve Moltke (25. august 1785 på Einsidelsborg på Fyn – 15. februar 1864 i København) var lensgreve til Bregentved og Danmarks 1. statsminister efter indførelsen af Junigrundloven. Han var desuden barnebarn af Adam Gottlob Moltke (Overhofmarskal og Gehejmeråd under Frederik 5).
A.W. Moltke var medlem af regeringen (statsrådet) fra 1831 til 1852. I 1831-1848 med titlen statsminister og i 1848-1852 med titlen premierminister. I 1831 blev han tillige finansminister. Under Frederik 6. var Moltke regeringens yngste medlem. Moltke blev den første valgte danske premierminister (regeringsleder). Han havde magten i fire regeringsperioder, som strakte sig over en periode på fire år fra 1848 til 1852. Martsministeriet (dannet i 1848) var en koalitionsregering mellem De Nationalliberale og Højre. Efterhånden blev de liberale ministre trængt ud af regeringen, og Moltkes ministerier antog en mere konservativ karakter.
A.W Molkte var konstitueret som marineminister i marts-april 1848. Frem til november 1848 var Moltke også finansminister. Fra november 1848 til august 1850 var han tillige udenrigsminister.

## Karriere
A.W. Moltke var søn af gehejmestatsminister grev Joachim Godske Moltke til Bregentved og den tyskfødte Georgine von Buchwald. Han blev født på Einsiedelsborg på Fyn den 25. august 1785, dimitteredes privat i 1801 af den senere biskop J.P. Mynster, tog sin juridiske embedseksamen fra Københavns Universitet i 1805, blev i 1809 assessor i Højesteret, deputeret i 1812 i Rentekammeret og i 1816 blev han desuden medlem af Finansdeputationen samt af Statsgælddirektionen. I 1809 blev han sendt som diplomat til fredsforhandlingerne i Jönköping.
I 1818 arvede han efter faderen Grevskabet Bregentved, som han siden forøgede ved købet af Jomfruens Egede og andet jordegods. Da han samme år blev kurator for Vallø og Vemmetofte og overtog bestyrelsen af Grevskabet Knuthenborg for den endnu umyndige F.M. Knuth, hans hustrus brodersøn, havde han under sin ledelse et større kompleks af hartkorn end nogen anden godsejer i landet.
Han udnævntes i 1831 til finansminister (efter Johan Sigismund Møsting) og blev samme år gehejmestatsminister med rang som ekscellence, hvortil i 1836 kom Elefantordenen; Storkorset af Dannebrog havde han båret siden 1828. Med hans høje embedsstilling forenedes forsædet i flere vigtige direktioner og kommissioner, og i 1845 udnævntes han til præsident i Rentekammeret.

## Politik
Både som godsejer og som minister nød Moltke et fortjent ry for samvittighedsfuldhed og retsindighed, og alle, der kom i personlig berøring med ham, skattede hans store elskværdighed, men nogen fremragende mand var han ikke, og han har hverken i sin særlige administrationsgren eller med hensyn til ledelsen af landets almindelige politik sat dybere spor. Sin egentlige historiske betydning fik han først gennem Martsrevolutionen i 1848, da han, som ved det gamle ministeriums tilbagetræden havde erklæret sig for ikke væsentlig uenig i de af C.E. Bardenfleth hævdede anskuelser om monarkiets forfatningsforhold, under de bevægede forhandlinger på Christiansborg Slot den 22. marts 1848 lod sig overtale til at danne det ny ministerium, i hvilket det var blevet en nødvendighed, at De Nationalliberale »folkeledere« optoges.
Moltke gjorde herved sit land en meget betydelig tjeneste, idet han lettede overgangen fra den gamle til den ny statsskik og såvel udad- som indadtil betog det hele præget af en voldsom omvæltning. Det ministerium, for hvilket »Bregentveds Moltke« sad som præsident, kunde ikke ret vel antages for revolutionært, hvor meget man end fra Slesvig-Holstensk side udråbte det derfor. I anskuelser stod Moltke sikkert i mangt og meget sine ny kolleger fjernt, men han havde erkendt nødvendigheden af under de forhåndenværende forhold at slå ind på demokratisk-konstitutionelle veje og at gøre et alvorligt forsøg med Ejderpolitikken, og i begge henseender fulgte han uden at vakle den vej, han én gang havde betrådt. Han tiltrådte såvel det program, der indeholdtes i svaret til den Slesvig-Holstenske deputation, som, det demokratiske grundlovsforslag, regeringen senere fremlagde, og hans navn står under Grundloven af 1849.
I øvrigt var han heller ikke i Martsministeriet nogen initiativets mand, og lige så lidt kom han, da han i Novemberministeriet ombyttede Finansministeriets portefølje med Udenrigsministeriets, til at påtrykke Danmarks udenrigspolitik noget bestemt præg. Hans ledelse gik mere ud på at holde sagen hen og vinde tid end på at stride sig frem til et bestemt mål. Den tendens hen imod helstatspolitikken som blev fremherskende i den sidste del af hans virksomhed som konseilspræsident, skyldes heller ikke ham, men H.C. Reedtz som i august 1850 afløste ham som udenrigsminister, og navnlig C.A. Bluhme. Da denne havde forberedt overgangen til det ved januarkundgørelsen af 1852 betegnede system, mente Moltke heller ikke at kunne følge med længere og indgav den 27. januar 1852 sin og ministeriets demission. Han havde fra 1848 været medlem af Landstinget blev senere medlem såvel af det ved A.S. Ørsteds forandring af 26. juli 1854 skabte som af oktoberforfatningens Rigsråd. men uden i nogen af disse forsamlinger at spille nogen fremtrædende rolle. Han sad i Landstinget indtil 1860 og i Rigsrådet indtil 1863.

## Godsejeren Moltke
At grev Moltke var en i højeste grad samvittighedsfuld bestyrer af de udstrakte godser, som var under hans administration, er uimodsigeligt, men hans praktiske ledelse var noget mangelfuld, og han havde indrettet sig et «skuffesystem», som han hårdnakket holdt fast ved, og som ofte forhindrede den frie rørelse og den fulde varetagelse af alle interesser. Han var en varm forsvarer af fæstevæsenet og ville ikke opgive det; det var hans overbevisning, at gårdenes overgang til selvejendom ville i løbet af få generationer føre til bondestandens ophør som sådan, en følge, der i hans øjne fuldt opvejede de fordele ved selvejendommens indførelse, som han for øvrigt anerkendte. Men lige over for sine fæstebønder var han den mest humane, mest velvillige godsejer, altid beredt til at hjælpe og støtte. Fæstebønderne så derfor op til ham med den største højagtelse og hengivenhed, der fik et smukt udtryk, da de i september 1859 rejste hans statue, et værk af H.W. Bissen, i Bregentved Slotshave. I 1852 købte han Moltkes Palæ i København.
Grev Moltke var to gange gift:
1. gang den 14. juni 1817 i København med komtesse Frederikke Louise Knuth (2. januar 1797 på Lundegård, Gentofte – 16. marts 1819 i København, datter af lensgreve, senere gehejmekonferensråd Frederik Knuth og Juliane Marie v. Møsting).
2. gang den 22. august 1823 i København med komtesse Marie Elisabeth Knuth (1. august 1791 på Lundegård – 15. januar 1851 i København, søster til 1. hustru – mor til Christian Moltke og Frederik Moltke.
Adam Wilhelm Moltke døde den 15. februar 1864 i København og er begravet i det moltkeske gravkapel i Karise Kirke i stationsbyen Karise, beliggende i Faxe Kommune.